# Samulael
Samulael ou Sumulael foi o segundo rei da Babilônia. Era filho do fundador Samuabum e reinou entre 1 817 a.C. até 1 781 a.C., de acordo com a Lista Real Babilônica.

## Reinado
Samulael é contemporâneo de numerosos reis e dinastias da Mesopotâmia: ao sul, ele parece estar no trono ao mesmo tempo que Sim-Caside, que se proclamava rei de Uruque, e de Icunum, o rei da Assíria. Está provado que o rei de Quis, Mananã, reinou no sexto ano de Samulael. Esta dinastia de Quis é, no entanto, muito instável, pois inúmeros reis são atestados em curtos períodos. O rei de Marade, Sumunumim, foi considerado um vassalo dos babilônios.
Apesar disso, Samulael subjugou outros reis na proximidade da Babilônia. Ele criou várias fortalezas em seu território e formou um núcleo do reino babilônico.
Samulael associou seu filho Sabium ao poder, que sucedeu depois da sua morte e de um grande reinado, que consolidou o pequeno principado da Babilônia.